# Ok (núi lửa)
Ok (cao 1198 m) là một núi lửa hình khiên tại Iceland, nằm ở phía tây Langjökull. Nó đã phun trào trong thời kỳ gian băng thuộc Thế Pleistocen. Sông băng tại đỉnh núi được cho là đã biến mất.